# Эль-Класико
Эль-Кла́сико (исп. El Clásico, кат. El Clàssic) — общепринятое название матчей между испанскими футбольными клубами «Реал Мадрид» и «Барселона». С момента первого матча в 1902 году, команды встречались между собой 261 раз, как в испанских, так и в международных турнирах. Матчи «Реала» и «Барселоны» считаются одними из самых популярных в мировом футболе, собирая многомиллионные телевизионные аудитории, регулярно оказываясь в числе самых рейтинговых трансляций среди всех спортивных событий.
Противостояние имеет политическую подоплёку: Мадрид — столица и крупнейший город Испании, Барселона — столица и крупнейший город автономного сообщества Каталония, в котором сильны сепаратистские настроения. Зачастую клубы воспринимают как символы противоборствующих сторон: «Реал» — как символ испанского национализма, «Барселона» — каталонского. «Реал» и «Барселона» входят в число богатейших и самых популярных футбольных клубов в мире; в 2024 году Forbes включил их в число трёх самых дорогих футбольных команд. «Реал» и «Барселона» также являются лидерами среди спортивных команд по числу подписчиков в социальных сетях.
По состоянию на 11 мая 2025 года, «Реал» выиграл 105 матчей «Эль-Класико», «Барселона» — 104 матча.

## Зарождение противостояния
Феномен спортивного противостояния уходит глубоко в социологию и политику страны. Мадрид — столица Испании, где пребывают правительство и королевская семья; столица считается оплотом консервативных сил. Каталония — автономная область на северо-востоке страны, для которой характерны сепаратистские настроения. Каталония неоднократно пыталась обрести свою независимость от Испании и к настоящему времени добилась автономии, официального статуса каталанского языка и признания каталонцев нацией, отдельной от испанцев.
Футбольный клуб «Мадрид» (Madrid Football Club) был основан в 1902 году братьями Падросом и Хулианом Паласиосами. 29 июня 1920 года король Испании присвоил клубу титул Королевский, что по-испански звучит как Real — отсюда нынешнее название клуба (Real Madrid). В провинции Каталония профессиональный футбольный клуб появился на три года раньше. Основатель клуба Жоан Гампер назвал команду в честь столицы региона — «Барселона» (FC Barcelona).
В 1950-е годы конкуренция между клубами стала нарастать, в том числе и в ходе борьбы за игроков. Альфредо Ди Стефано произвёл впечатление на руководство обоих клубов когда играл за «Мильонариос» в Боготе во время забастовки игроков в его родной Аргентине. Подписать с ним контракт пытались как «Реал», так и «Барселона», в итоге Ди Стефано перешел в мадридский клуб.
Альфредо прекрасно вписался в состав «Реала», впоследствии став одним из его символов. С ним «Мадрид» сумел завоевать пять Кубков европейских чемпионов.
В 1960-е годы конкуренция между клубами достигла уже европейского уровня. Они дважды встретились в розыгрыше Кубка чемпионов. В 1960 году «Реал Мадрид» на стадии 1/8 финала дважды обыграл «Барселону» со счётом 3:1. Позднее столичный клуб одержал победу на турнире, которая стала пятой подряд. А в 1961 году успех праздновала уже «Барселона», которая стала первым в истории клубом, сумевшим выбить «королевский клуб» из борьбы за европейский трофей, обыграв его со счётом 4:3 по сумме двух матчей. Однако в финале каталонский клуб уступил «Бенфике» — 3:2. В 1968 году Барселона одолела «Реал» на «Сантьяго Бернабеу» в финале Кубка короля со счётом 1:0. В 1974 году «Барселона» разгромила «Реал» в гостях со счётом 5:0 и позже впервые за 14 лет выиграла чемпионат страны. «Реал» в ответ в том же году обыграл каталонскую команду со счётом 4:0 в финале кубка страны.
Ведущие игроки «Барселоны» переходили в стан извечных соперников считанное число раз: в 1994 году — Микаэль Лаудруп, а в 2000 году его примеру последовал Луиш Фигу, чей трансфер стал на тот момент самым дорогим в истории футбола.

### Современность. Коммерциализация
Клубы активно вышли на азиатский рынок, и в погоне за прибылью начинают осваивать новые, доселе не использовавшиеся, принципиально иные методы. Матчи стали начинаться всё раньше. Так, в 2015 году матч «Реал» — «Барселона» был назначен на 18:15 по местному времени, в 2016 году с целью ещё большего согласования временных рамок прежде всего с Китаем, Японией, а также другими странами, время начала матча на «Камп Ноу» было назначено на 16:15 по местному времени. В сезоне 2016/17 испанского чемпионата «Реал» и «Барселона» провели большее, чем другие клубы, количество матчей в раннее время — 16:00 — «прайм-тайм» баров Китая и Японии. В декабре 2017 года матч 19-го тура сезона 2017/18 на поле «Реала» начался в 13 часов по Мадриду (в 20:00 по Пекину и 21:00 по Токио).
Озвучены задумки на счёт ближайшего будущего проводить «Эль-Класико» за пределами Испании— в США или Китае, о чём было заявлено президентом Ла Лиги Хавьером Тебасом.

### Необычные рекорды
В октябре 2024 года в первом своем Эль-Класико Килиан Мбаппе установил индивидуальный антирекорд по количеству офсайдов, попав в положение вне игры 8 раз. Это наибольшее число за всю историю высшего дивизиона чемпионата Испании. До этого достижение принадлежало другому форварду мадридского “Реала” - Кариму Бензема, который в 2018 году против “Эйбара” забрался в офсайд 7 раз. 

## Статистика

### Статистика матчей
По состоянию на 11 мая 2025 года.
|                      | Матчи | Победы | Победы | Ничьи | Голы | Голы |
| РЕА                  | Матчи | БАР    | РЕА    | Ничьи | БАР  |      |
| -------------------- | ----- | ------ | ------ | ----- | ---- | ---- |
| Ла Лига              | 190   | 79     | 76     | 35    | 307  | 309  |
| Кубок коронации 1902 | 1     | 0      | 1      | 0     | 1    | 3    |
| Кубок Испании        | 38    | 13     | 17     | 8     | 71   | 71   |
| Кубок лиги           | 6     | 0      | 2      | 4     | 8    | 13   |
| Суперкубок           | 18    | 10     | 6      | 2     | 40   | 29   |
| Лига чемпионов       | 8     | 3      | 2      | 3     | 13   | 10   |
| Всего                | 261   | 105    | 104    | 52    | 440  | 435  |

### Трофеи клубов
| Барселона | Турнир                   | Реал Мадрид |
| Испания   | Испания                  | Испания     |
| --------- | ------------------------ | ----------- |
| 28        | Ла Лига                  | 36          |
| 32        | Кубок Испании            | 20          |
| 15        | Суперкубок Испании       | 13          |
| 2         | Кубок Испанской Лиги     | 1           |
| 4         | Кубок Эвы Дуарте         | 1           |
| 81        | Всего                    | 71          |
| Европа    |                          |             |
| 5         | Лига чемпионов           | 15          |
| 4         | Кубок обладателей кубков | 0           |
| 4         | Кубок ярмарок            | 0           |
| 2         | Латинский кубок          | 2           |
| 0         | Кубок УЕФА               | 2           |
| 5         | Суперкубок УЕФА          | 6           |
| 20        | Всего                    | 25          |
| Мир       |                          |             |
| 0         | Межконтинентальный кубок | 4           |
| 3         | Клубный чемпионат мира   | 5           |
| 3         | Всего                    | 9           |
| 104       | Общий итог               | 105         |

### Игроки с наибольшим количеством матчей
По состоянию на 26 апреля 2025 года.
- Без учёта товарищеских матчей.

| Матчи | Игрок           | Клуб        |
| ----- | --------------- | ----------- |
| 48    | Серхио Бускетс  | Барселона   |
| 45    | Лионель Месси   | Барселона   |
| 45    | Серхио Рамос    | Реал Мадрид |
| 43    | Карим Бензема   | Реал Мадрид |
| 42    | Франсиско Хенто | Реал Мадрид |
| 42    | Мануэль Санчис  | Реал Мадрид |
| 42    | Хави            | Барселона   |
| 40    | Жерар Пике      | Барселона   |
| 38    | Андрес Иньеста  | Барселона   |
| 37    | Фернандо Йерро  | Реал Мадрид |
| 37    | Рауль           | Реал Мадрид |
| 37    | Икер Касильяс   | Реал Мадрид |

### Лучшие бомбардиры
По состоянию на 26 апреля 2025 года.
- Без учёта товарищеских матчей.

| #  | Игрок               | Клуб        | Ла Лига | Кубок Испании | Суперкубок | Кубок Лиги | Еврокубки | Всего |
| -- | ------------------- | ----------- | ------- | ------------- | ---------- | ---------- | --------- | ----- |
| 1  | Лионель Месси       | Барселона   | 18      | —             | 6          | —          | 2         | 26    |
| 2  | Альфредо ди Стефано | Реал Мадрид | 14      | 2             | —          | —          | 2         | 18    |
| 2  | Криштиану Роналду   | Реал Мадрид | 9       | 5             | 4          | —          | —         | 18    |
| 4  | Карим Бензема       | Реал Мадрид | 8       | 4             | 4          | —          | —         | 16    |
| 5  | Рауль               | Реал Мадрид | 11      | —             | 3          | —          | 1         | 15    |
| 6  | Сесар               | Барселона   | 12      | 2             | —          | —          | —         | 14    |
| 6  | Франсиско Хенто     | Реал Мадрид | 10      | 2             | —          | —          | 2         | 14    |
| 6  | Ференц Пушкаш       | Реал Мадрид | 9       | 2             | —          | —          | 3         | 14    |
| 9  | Сантильяна          | Реал Мадрид | 9       | 2             | —          | 1          | —         | 12    |
| 10 | Луис Суарес         | Барселона   | 9       | 2             | —          | —          | —         | 11    |